# .22 Long Rifle

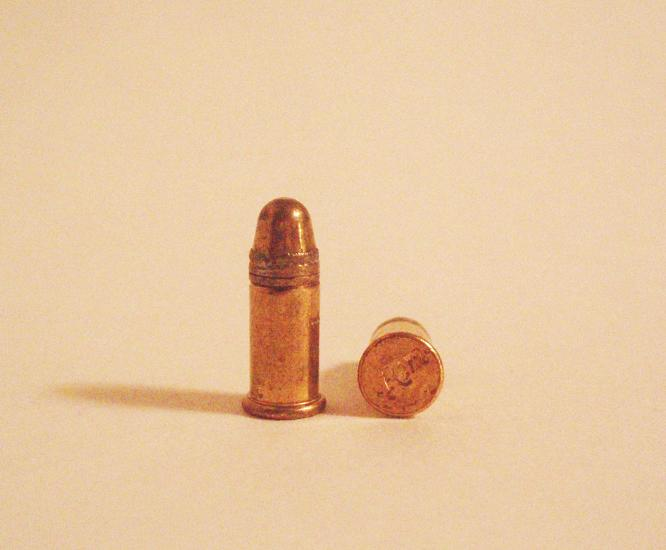
.22 Short

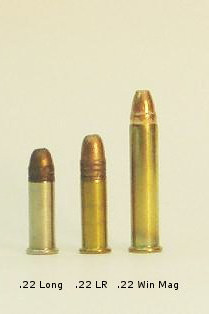
.22 Long, .22 LR en .22 Winchester Magnum

De .22 Long Rifle of .22 lr is een randvuurpatroon, in Duitsland bekend onder de naam 5,6 mm lfB (lang für Büchsen).
Bij randvuurpatronen is de ontstekingslading (slagsas) ingeperst in de dunwandige uitstekende rand van de hulsbodem. Door inslag van de slagpin op deze plaats wordt de patroon ontstoken.

## .22 Short
In 1857 introduceerde Smith & Wesson een revolver genaamd First Model. Deze was uitgevoerd in een .22-kaliber dat we nu .22 Short zouden noemen. De oorspronkelijke lading van het patroon bestond uit 4 grains (0,26 gram) fijn zwartkruit en een loden kogel van 29 grains (1,9 gram). Het fijne zwartkruit werd in 1887 vervangen door het rookloze nitrokruit. Remington kwam in 1930 met de eerste High Velocity-patroon (hoge-snelheidspatroon) in dit kaliber. Sindsdien is het een erg populair kaliber in de schietsport. Dit komt vooral door de geringe terugslag, het relatief beperkte geluid en de lage prijs. 

## .22 Long
In 1871 kwam de .22 Long op de markt. Deze werd geproduceerd voor de 7-schots Standard revolver van de firma Great Western Gun Works uit de Verenigde Staten. Remington gebruikte de .22 Long vanaf 1874 ook als geweerpatroon. De oorspronkelijke lading van de .22 Long bestond uit 5 grains (0,32 gram) zwartkruit en een 29 grains (1,9 gram) loden kogel. Tot de Tweede Wereldoorlog was de .22 Long niet erg populair bij de schutters. Vooral op het gebied van de jacht op klein (schadelijk) wild werd hij verdrongen door de in de 1887 op de markt gebrachte .22 Long Rifle.

## .22 Long Rifle
In 1887 verscheen de .22 Long Rifle in opdracht van de Stevens Arms & Tool Company op de markt. De Peters Cartridge Company nam deze patroon als eerste in productie. De toenmalige lading van een .22 LR-patroon bedroeg 5 grains (0,32 gram) zwartkruit en een 40 grains (2,6 gram) loden kogeltje. Dit kaliber is de populairste patroon aller tijden en wordt vooral gebruikt in de jacht op klein wild, de bestrijding van ongedierte en in de schietsport. De High-Velocity uitvoering van dit kaliber wordt vooral gebruikt voor de jacht, of in de schietsport waar de extra kracht nodig kan zijn om een semi-automaat te doen repeteren.